# Papilio nireus
Papilio nireus är en fjärilsart som beskrevs av Carl von Linné 1758. Papilio nireus ingår i släktet Papilio och familjen riddarfjärilar.
Artens utbredningsområde är Tanzania. Inga underarter finns listade i Catalogue of Life.

## Bildgalleri

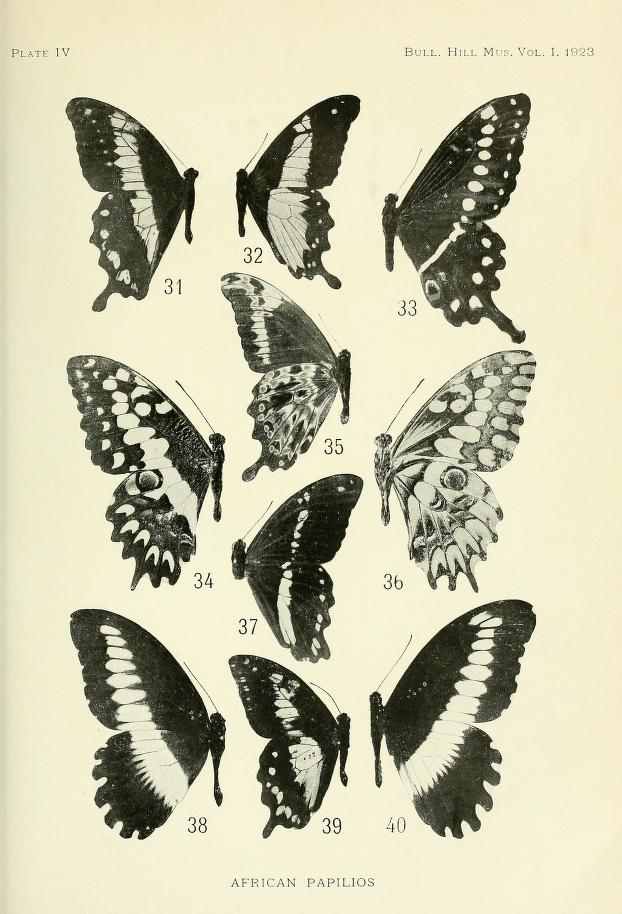
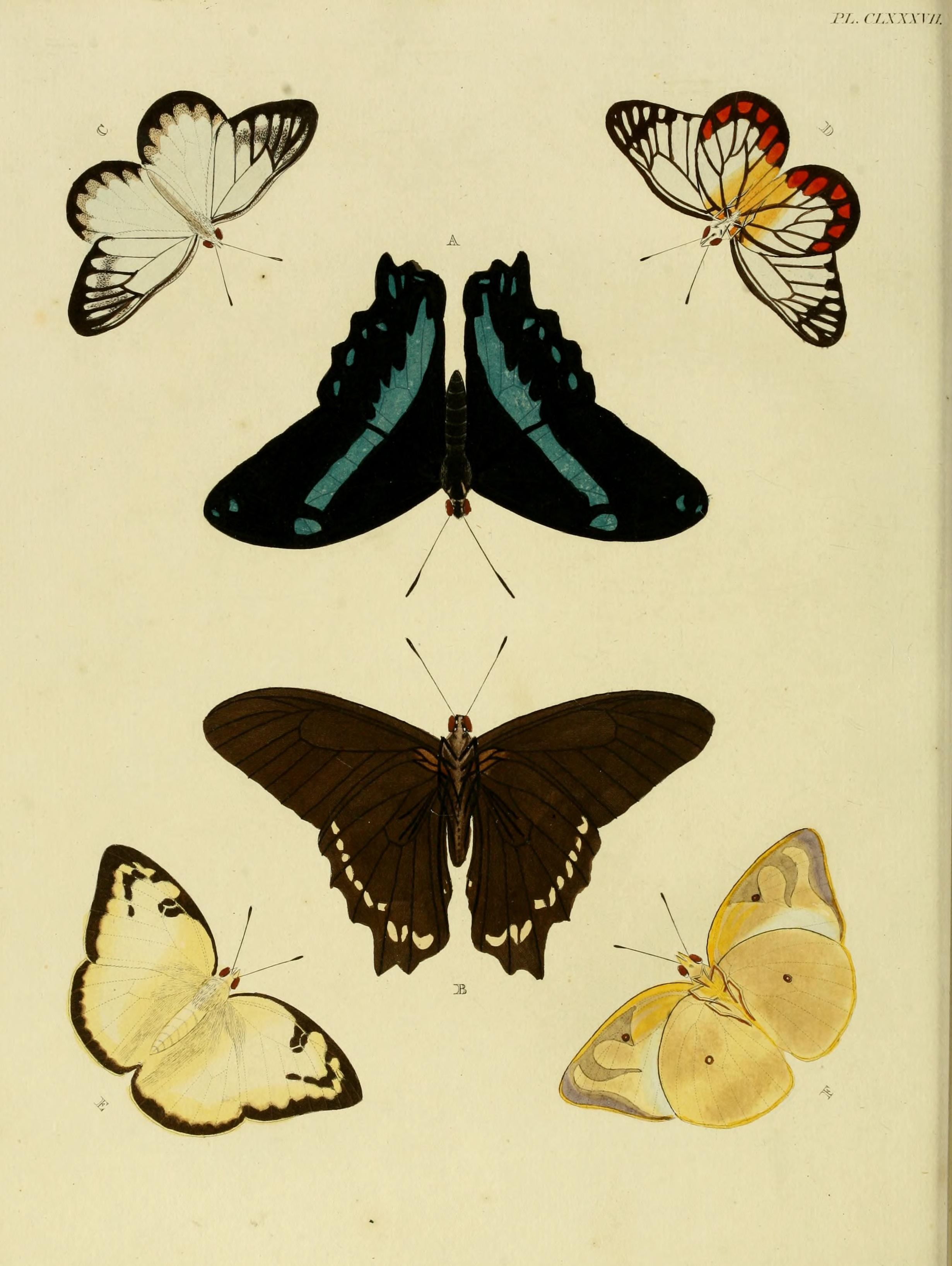
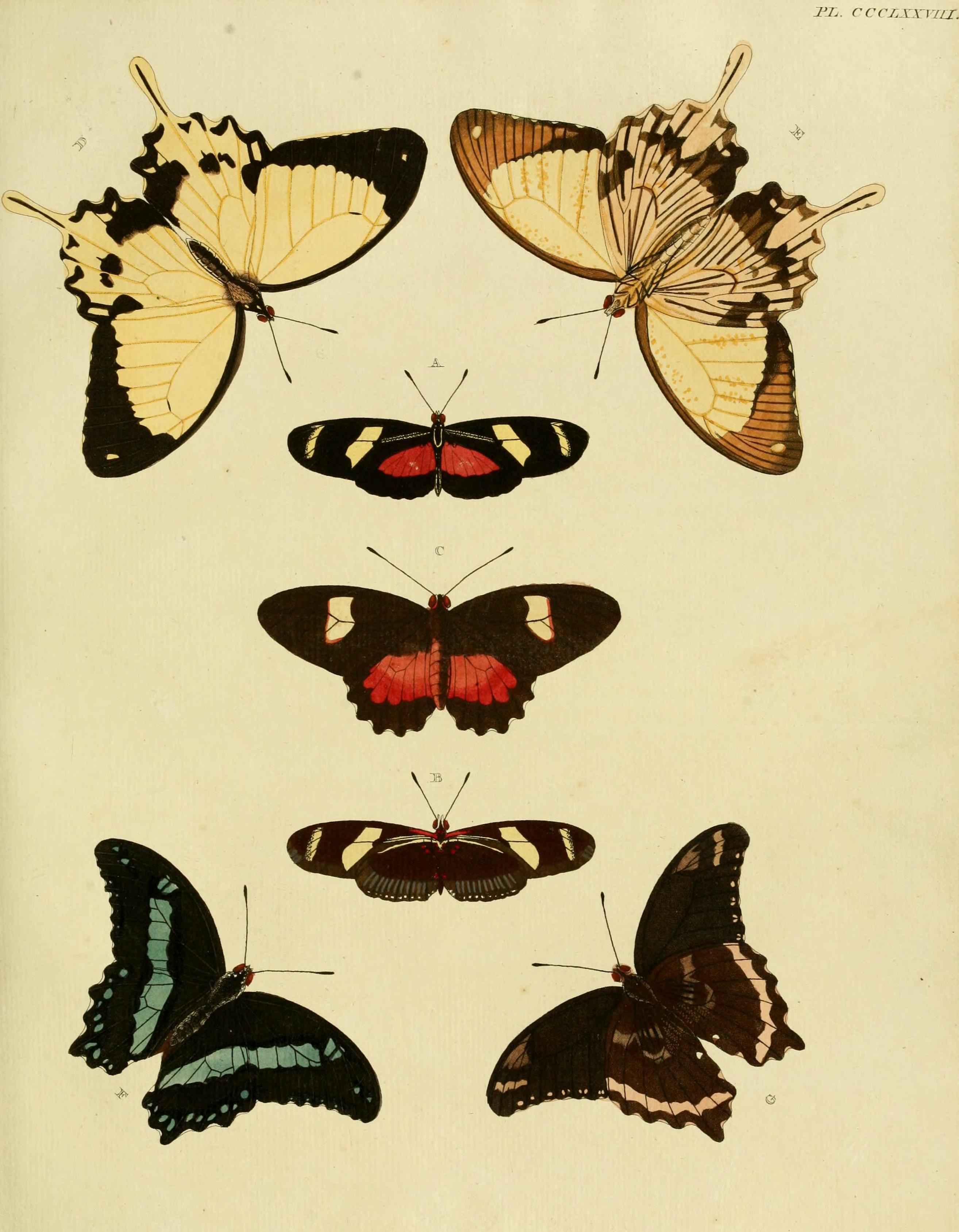
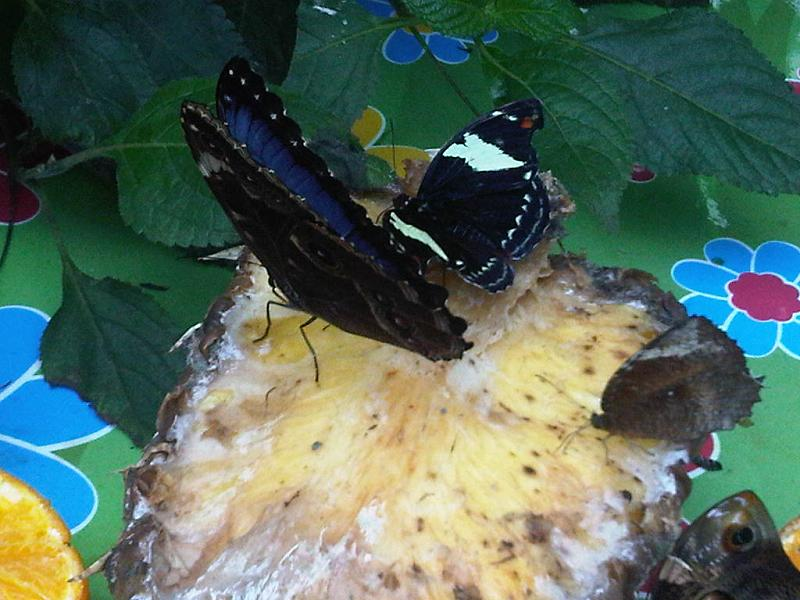
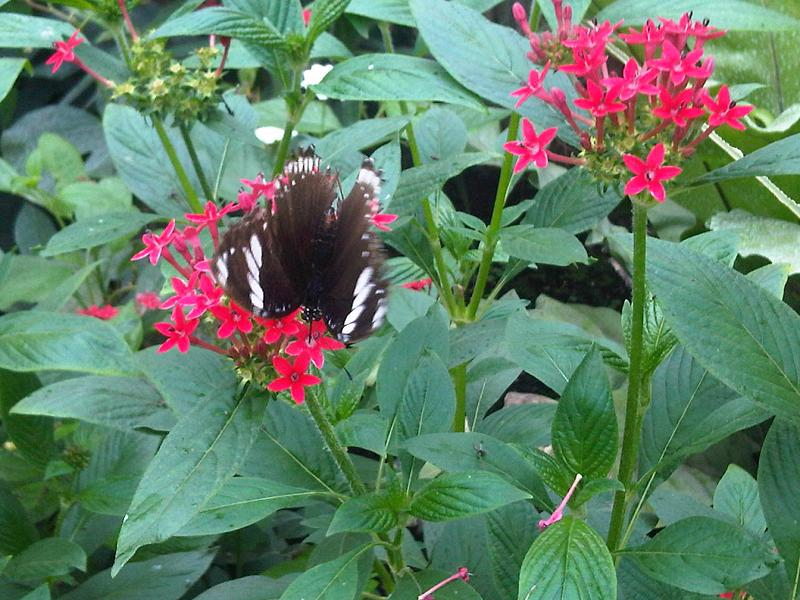
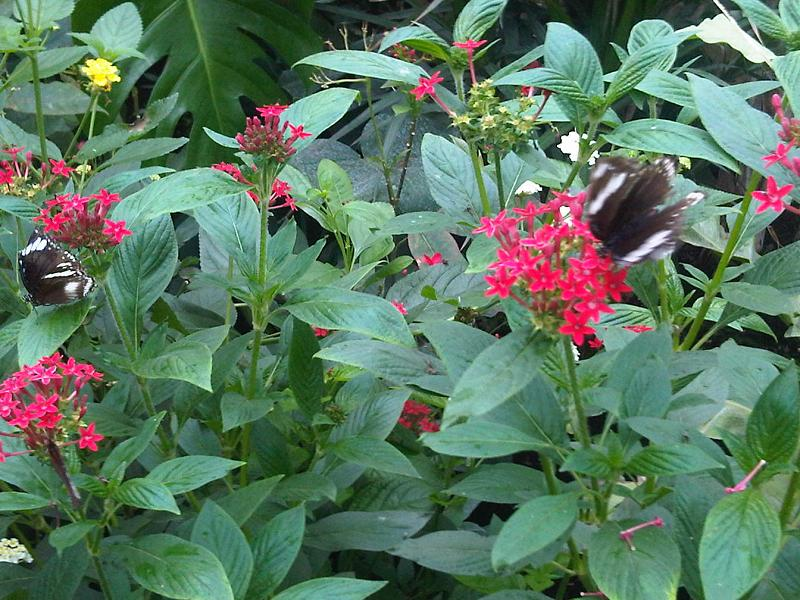